# Missi Pyle

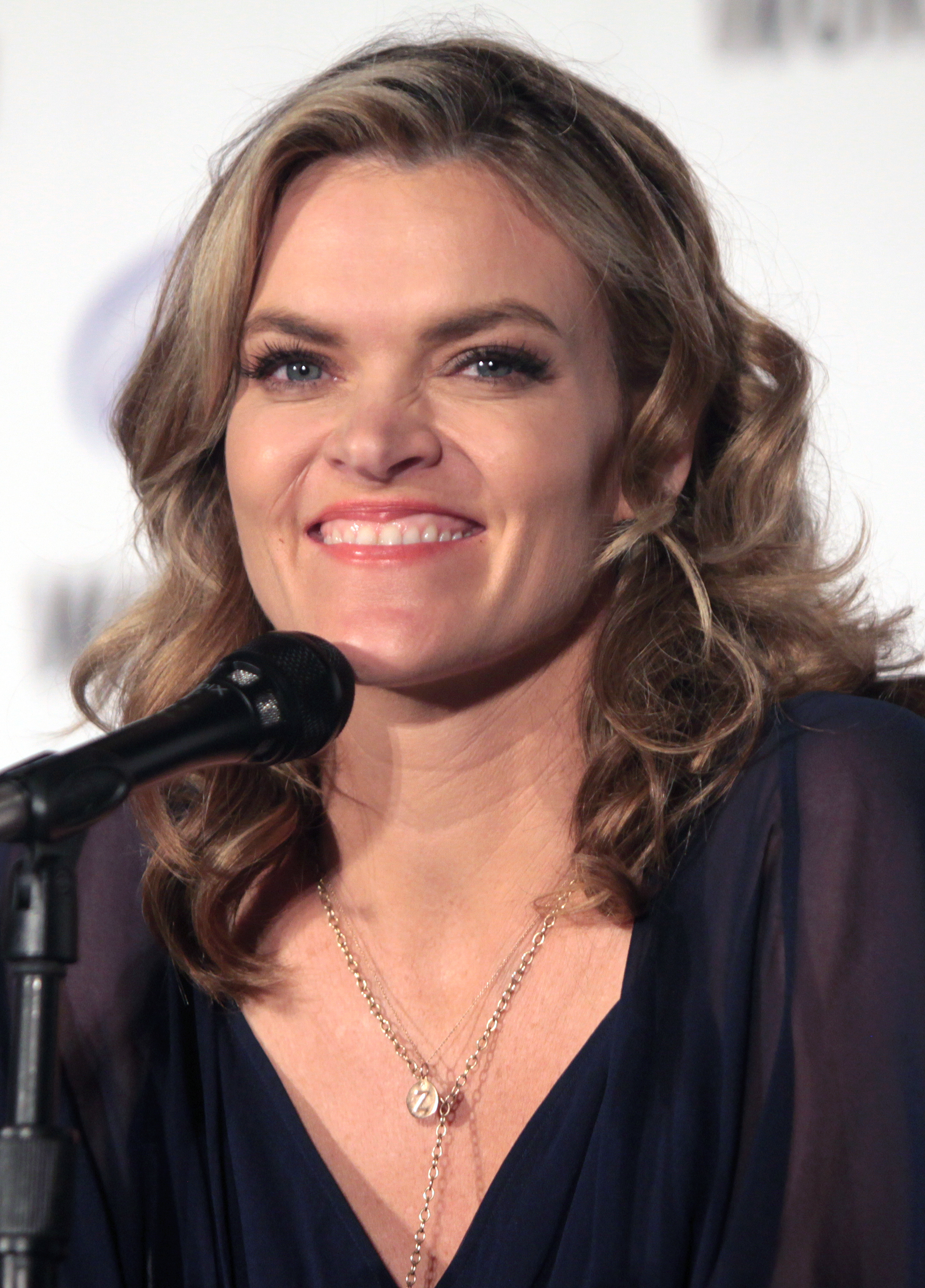
Missi Pyle (2016)

Andrea Kay „Missi“ Pyle (* 16. November 1972 in Houston, Texas) ist eine US-amerikanische Schauspielerin und Sängerin.

## Leben und Karriere
Missi Pyle absolvierte die North Carolina School of the Arts in Winston-Salem und schloss diese 1995 ab. 
1996 begann Pyles Karriere mit Gastrollen in verschiedenen Fernsehserien wie Verrückt nach dir und Friends. 1999 gelang ihr mit der Rolle der Thermianerin Laliari in Galaxy Quest der Durchbruch. 2001 war sie in Josie and the Pussycats zu sehen. 2003 folgten die Filme Haus über Kopf und Big Fish. 2004 mimte sie in Voll auf die Nüsse die Fran Stalinovskovichdavidovitchsky. 
Pyle und Schauspielkollegin Shawnee Smith bilden die Country-Rock-Band Smith & Pyle.

## Filmografie (Auswahl)
- 1996: The Cottonwood
- 1997: Besser geht’s nicht (As Good As It Gets)
- 1999: Verrückt nach dir (Mad About You, Fernsehserie, Folge 7x21)
- 1999: Friends (Fernsehserie, Folge 6x08)
- 1999: Galaxy Quest – Planlos durchs Weltall (Galaxy Quest)
- 2001: Josie and the Pussycats
- 2002: Kevin – Allein gegen alle (Home Alone 4)
- 2003: Haus über Kopf (Bringing Down the House)
- 2003: Big Fish
- 2003: Frasier (Fernsehserie, Folge 11x07)
- 2004: 50 erste Dates (50 First Dates)
- 2004: … und dann kam Polly (Along Came Polly)
- 2004: Voll auf die Nüsse (Dodgeball: A True Underdog Story)
- 2004: Soul Plane
- 2004: Meet Market
- 2004, 2010–2015: Two and a Half Men (Fernsehserie, 4 Folgen)
- 2005: My Name Is Earl (Fernsehserie, Folge 1x06)
- 2005: Charlie und die Schokoladenfabrik (Charlie and the Chocolate Factory)
- 2006: Zum Glück geküsst (Just My Luck)
- 2006: Stormbreaker
- 2006–2008: Boston Legal (Fernsehserie, 3 Folgen)
- 2007: Heroes (Fernsehserie, 2 Folgen)
- 2007: Zauber der Liebe (Feast of Love)
- 2007–2010: The Sarah Silverman Program. (Fernsehserie, 4 Folgen)
- 2008: Pushing Daisies (Fernsehserie, Folge 2x01)
- 2008: In Plain Sight – In der Schusslinie (In Plain Sight, Fernsehserie, Folge 1x03)
- 2008: Harold & Kumar 2 – Flucht aus Guantanamo (Harold & Kumar Escape from Guantanamo Bay)
- 2008: American Crude
- 2009: Spring Breakdown – Alter schützt vor Party nicht (Spring Breakdown)
- 2009: Numbers – Die Logik des Verbrechens (Numb3rs, Fernsehserie, Folge 6x08)
- 2009: A Fork in the Road
- 2010: Grey’s Anatomy (Fernsehserie, Folge 6x15)
- 2010–2011: The Mentalist (Fernsehserie, 2 Folgen)
- 2011: Cinderella Story: Es war einmal ein Lied (A Cinderella Story: Once Upon a Song)
- 2011: The Artist
- 2012: Apartment 23 (Don’t Trust the B---- in Apartment 23, Fernsehserie, Folge 2x05)
- 2012: 2 Broke Girls (Fernsehserie, Folge 2x18)
- 2012: Warehouse 13 (Fernsehserie, Folge 4x13)
- 2012: My Uncle Rafael
- 2013: Percy Jackson – Im Bann des Zyklopen (Percy Jackson: Sea of Monsters)
- 2013: The Exes (Folge 3x14)
- 2014: Gone Girl – Das perfekte Opfer (Gone Girl)
- 2015: Law & Order: Special Victims Unit (Fernsehserie, Folge 16x19)
- 2015: Z Nation (Fernsehserie, Folge 2x09)
- 2015: Uncle Nick – Ein schreckliches Weihnachtsfest (Uncle Nick)
- 2016: Bordertown (Fernsehserie, 13 Folgen, Stimme)
- 2016: Pandemic – Fear the Dead (Pandemic)
- 2017: Jumanji: Willkommen im Dschungel (Jumanji: Welcome to the Jungle)
- 2017: Mom (Fernsehserie, 5 Folgen)
- 2017–2018: Disjointed (Fernsehserie, 2 Folgen)
- 2018: Traffik
- 2018: Grace
- 2018: Nobody’s Fool
- 2018: Miss Arizona
- 2018: Caretakers
- 2018–2019: Impulse (Fernsehserie, 20 Folgen)
- 2019: Laufen. Reiten. Rodeo. (Walk. Ride. Rodeo.)
- 2019: Ma
- 2019: Bob Hearts Abishola (Fernsehserie, Folge 1x04)
- 2019: Drunk History (Fernsehserie, Folge 6x05)
- 2019: Ghosting – The Spirit of Christmas (Fernsehfilm)
- 2019: The Unicorn (Fernsehserie, Folge 1x07)
- 2020: Deported
- 2020: Dirty John (Fernsehserie, 7 Folgen)
- 2021: Mr. Mayor (Fernsehserie, Folge 1x08, Stimme)
- 2021: Y: The Last Man (Fernsehserie, 5 Folgen)
- 2021: A Tale Dark & Grimm (Fernsehserie, 4 Folgen, Stimme)
- 2021: Ein großer Sprung (The Big Leap, Fernsehserie, 2 Folgen)
- 2022–2025: The Great North (Fernsehserie, 4 Folgen, Stimme)
- 2022: Teen Titans Go! & DC Super Hero Girls: Mayhem in the Multiverse (Stimme)
- 2022: Archer (Fernsehserie, Folge 13x05, Stimme)
- 2022: Bring It On: Cheer or Die (Fernsehfilm)
- 2022: The Moon & Back
- 2022: A Hollywood Christmas
- 2022: I Believe in Santa
- 2023: Unseen
- 2023: If You Were the Last
- 2023: Dr. Doogie Kamealoha (Doogie Kameāloha, M.D., Fernsehserie, Folge 2x01)
- 2023: A Tourist's Guide to Love
- 2023: Glitter & Doom
- 2023:  Shelter – Der schwarze Schmetterling (Harlan Coben's Shelter, Fernsehserie, 7 Folgen)
- 2024: Empire Waist
- 2024: All That We Love
- 2024–2025: The Sex Lives of College Girls (Fernsehserie, 2 Folgen)
- 2025: For Worse
- 2025: Granite Rapids Moon